# Henryk Kempisty
Henryk Kempisty (ur. 11 marca 1913 w Ostrowi Mazowieckiej, zm. 5 września 1997 w Warszawie) – polski prawnik, sędzia Sądu Najwyższego, w latach 1982–1985 członek Trybunału Stanu.

## Życiorys
Szkołę średnią ukończył w rodzinnej Ostrowi Mazowieckiej. Przed II wojną światową odbył studia na Wydziale Prawa Uniwersytetu Stefana Batorego w Wilnie oraz aplikację sądową. Wstąpił do Polskiej Zjednoczonej Partii Robotniczej. Po wojnie przez dwa lata orzekał w Sądzie Grodzkim w Białej Podlaskiej, następnie przez trzy lata w sądach grodzkim i okręgowym w Krakowie. Później orzekał w sądach warszawskich, m.in. w latach 1961–1965 był prezesem Sądu Wojewódzkiego w Warszawie. W 1954 został tymczasowym, a w 1957 pełnoprawnym sędzią Izby Karnej Sądu Najwyższego. Orzekał tam z przerwami przez około 30 lat, w 1983 przeszedł na emeryturę. Specjalizował się w zakresie postępowania karnego, był współautorem komentarza do kodeksu karnego z 1969 oraz innych ustaw (m.in. o Sądzie Najwyższym i organizacji wymiaru sprawiedliwości), a także autorem artykułów naukowych i wznawianego wydawnictwa Metodyka pracy sędziego w sprawach karnych. W I kadencji (1982–1985) pozostawał członkiem Trybunału Stanu. Od 1988 zatrudniony w Biurze Rzecznika Praw Obywatelskich jako dyrektor i główny specjalista w zespole ds. wymiaru sprawiedliwości.
Został odznaczony m.in. Krzyżem Komandorskim Orderu Odrodzenia Polski (1969), Medalem 10-lecia Polski Ludowej (1955) oraz Złotym Krzyżem Zasługi (1954).

## Życie prywatne
Był żonaty, miał dwoje dzieci.